# トッカン -特別国税徴収官-
『トッカン -特別国税徴収官-』（トッカン とくべつこくぜいちょうしゅうかん）は、日本の小説家高殿円の小説。また、これを原作とした漫画およびテレビドラマ。

## 概要
東京国税局管内の京橋税務署において国税の徴収事務にあたる新人徴収官・鈴宮深樹の物語である。鈴宮深樹は徴収部門のなかでも悪質（高額）の事案を扱う特別徴収部門（通称「トッカン部門」）に所属しており、悪質な滞納者と対峙し日々税金の取り立てに奔走する。
国税の調査事務を描いた『マルサの女』や『ナサケの女』と異なり、本作では徴収事務にスポットを当てており、調査事務を上回る強制権（差押え（劇中隠語で「S」）、捜索他）を武器に滞納者に立ちむかう姿が描かれている。
月刊誌『ミステリマガジン』（早川書房）において2009年11月号より連載されており、『トッカン-特別国税徴収官-』『トッカンvs勤労商工会』『トッカン the 3rd おばけなんてないさ』のシリーズ3作が刊行されている（2012年6月現在）。
2000年に角川学園小説大賞奨励賞を受賞してデビューした高殿は、主に文庫のライトノベルで活躍し、本シリーズが初めて大人向けのハードカバーの作品である。書評家の北上次郎は、達者な筆致だが、全体の構成やキャラクター造形にライトノベルの「匂い」が残っているのが気になる、それを払拭することが今後の課題だと述べている。

## 登場人物

### 京橋税務署
鈴宮 深樹（すずみや みき）
京橋税務署の特別徴収部門に所属する国税徴収官。一人称は「わたし」。神戸の和菓子屋の娘として生まれる。父親が店の経営難のために脱税し、税務署から強引な取り立てを受け、店が倒産した過去を持つが、安定した身分を求めて大学卒業後に公務員試験を受験して滑り止めの国税専門官に合格し、その後京橋署の職員の不祥事の煽りもあり徴収部門に配属された。現在、特別国税徴収官である鏡を補佐する立場にある（通称「トッカン付き」）。鏡や滞納者に対して言葉を返せずに「ぐっ」と詰まることから鏡からは「ぐー子」(以下このように記述)、他の同僚からは「ぐーちゃん」または「ぐーさん」と呼ばれている。
全身黒い服装であるため、トッカン付きになった直後は、鏡から「万年葬式女」と呼ばれていた。
鏡 雅愛（かがみ まさちか）
京橋税務署の特別徴収部門に所属する特別国税徴収官（通称「トッカン」）。一人称は「俺」。国税局（所謂“本店”）からの出向組である。選抜試験（通称“本科試験”。国税専門官試験採用者を除く実務経験7年以上17年未満の者が受験資格を得られる試験であるが、受験したとしてもすぐに合格することは困難である）を受験資格取得直後に合格した、税大の普通科出身という生粋のエリート。滞納者に対して冷徹であり、どんなに面倒な滞納者であっても問答無用で差押えや捜索を執行する姿から「京橋署の死に神」と畏怖されている。ドリルのような鋭い目線からぐー子には（犬の）ハスキーと形容されている。
出向間もない頃に忘年会プロレス事件を目撃し、自分の父親の脱税について一切言い訳をしなかったぐー子に関心を持ち、自身のトッカン付きに任命した。
ある理由から、自動車を一切運転せずに、自転車を愛用している。
大のコーヒー通であり、職場に自分用のエスプレッソマシーンを据え付けて、誰にも触らせないほど。
鍋島 木綿子 （なべしま ゆうこ）
第一徴収部門の上席徴収官。主に夜から営業を開始するクラブなどを担当しており、「夜の担当班(通称“トクチ“)」と呼ばれている。夜会巻きをソツなくこなし、ぐー子も羨む女子力の高い美人だが、男運が悪く、趣味はお見合い。
釜池 亨（かまち とおる）
26歳、徴収第一部門徴収官。「ニートになりたい」が口癖のローテンションな男性で、やる気を感じないような言動で周囲のモチベーションを下げることに定評がある。
金子 長十郎 （かねこ ちょうじゅうろう）
徴収部門統括官。全日本ロールケーキ連盟の会長を兼任するほどのロールケーキ好きであり、「パティシエが二人になるわけではないので味は落ちる」という理由で2号店を出す店には興味は無いというこだわりを持つ。休日は連盟のネット仲間と全国のロールケーキの食べ歩きをしているという。
清里 肇 （きよさと はじめ）
署長。いつもピンクリボンのバッジを大量に持ち歩いている。
阿久津 （あくつ）
副署長、トッカンを統率する立場にある。鏡と同じ本店からの出向組で、不祥事が起きた京橋署での問題毎の火消しのために赴任した。女性の社会進出や育児で休んだりすることを良く思わない。典型的な男尊女卑の思想の持ち主。
赤塚 裕貴（あかつか ゆうき）
36歳、京橋税務署個人課税部門の上席。垂れ目で軟派な風貌とは裏腹の熱血漢で通称「レッド隊長」。

### ぐー子・鏡の関係者
相沢 芽夢（あいざわ めぐみ）
ぐー子の友人。金子の使いで限定ロールケーキを購入する列に並んだぐー子とひょんなことから知り合う。兵庫県明石市出身で女優を目指して上京、昼間は派遣社員として働きながら夜は劇団の練習をする生活をし、様々なオーディションを受け続けている。だが女優志望の派遣社員というのは嘘で、正体は白川の店のホステス。白川のスパイとしてぐー子に友人を装って近づいただけだった。ぐー子の白川に対する応対が一本の電話だけだったことから、彼女を罵倒した。
事件解決後、ぐー子に対し「ごめん」とメールを送っていることから、最初から好意は持っていた模様。
鈴宮 益二郎（すずみや ますじろう）
ぐー子の父親。神戸岡本で和菓子屋「すずみや」を経営する。以前は弟子や従業員を抱え経営は好転していたが、洋菓子ブームが和菓子の人気を衰退に追い込み行政も洋菓子屋を支持したことで経営難に陥り、従業員への給与の支払いに困り帳簿を改竄、それを税務署に知られ、担当の調査官の心無い仕打ちもあり閉店に追い込まれた。現在は小規模ながらも「すずみや」を再開している。そのような経緯もあり、国税局の仕事に就いたぐー子を勘当した。
南部 千紗（なんぶ ちさ）
東京国税局資料調査課（料調）の調査官。ぐー子の税大時代の同期及び事務官時代の同僚、そして同じ寮に住んでいたぐー子の天敵。国税専門官試験をトップで合格、事務官時代を経て国税局の法人調査官（さんずい）になった若手の出世頭。男受けの良い言動・容姿と派閥にこだわる八方美人タイプだが、エリート風を吹かせる陰湿さを秘める。対照的な性格のぐー子が気に入らず、見下したような嫌味を言う。事務官時代の忘年会でぐー子の過去を暴露したため、ぐー子と取っ組み合いの喧嘩を繰り広げ、その出来事は「新人事務官 忘年会プロレス事件」として語り継がれている。料調が1ヶ月間の調査のため京橋署にいることになり、鏡に媚を売るが相手にされなかったため、再びぐー子の過去を明かして彼女を卑下するが、鏡に整形を見抜かれたことで屈辱を受けることになった。
奈須野 縞子（なすの しまこ）
築地1丁目十二番に住む老婦人。死んだ夫が遺した多額の滞納金の支払いを余儀なくされ、毎月利子付きで支払っている。鏡を慕っており、何かと鏡に応対してもらいたがるため、周囲には「真のハスキー犬の飼い主」と言われている。

### 税金滞納者（関係者含む）

#### クラブ「澪」
白川 耀子（しらかわ ようこ）
銀座7丁目の高級クラブ「澪」の経営者。昭和36年11月26日大阪府生まれ、3歳の頃に親の離婚で母親と共に福井県にあるスナックを経営する祖母の元に身を寄せる。高校卒業後、OLを1年程勤め上京、店を渡り歩いた後に政治家の愛人で親代わりになった女性の元に身を寄せ、22歳で赤坂で独立し、親代わりの女性の死後、赤坂の店を畳み「澪」を立ち上げた。経営は黒字でありながらツケが返ってこないことを理由に赤字申告して税金を500万円滞納しているが、税金を払うことを頑なに拒む姿勢をぐー子に疑問を抱かせる。自宅は20階建ての高級マンション。自宅に差し押さえに来たぐー子と鏡の様子をビデオに録画することで牽制するやり方で鏡の怒りを買い、思い入れのある着物を差し押さえられた。そのことでぐー子を罠にかけ、陥れる。
栗本 久慈（くりもと ひさじ）
ジェネリックで急激に売上を伸ばす「クラウン新薬」会長。耀子の赤坂時代からのパトロン。鏡から耀子の滞納を知らされ、息子の選挙の影響を鑑みて滞納金を調達する。
栗本 忠幸（くりもと ただゆき）
久慈の次男。選挙出馬を目論んでおり、その資金調達のためにエステサロンを手掛ける仏教系新興宗教団体「宝神会」の経営を任されている。

#### 京橋プラスチック
大橋 照夫（おおはし てるお）
京橋1丁目にある小さなプラスチック部品工場「京橋プラスチック」の経営者。「京橋プラスチック」は昭和30年代に先代が始めた工場で今は主に携帯電話の部品を作っているが、携帯の台数が増えなくなった事を境に負債を抱え、他方にも手を伸ばしたことで返済の目処が付かなくなってしまった。自宅は手放して工場で生活をしており、工場とその土地も担保になっているが、負債はそれでも返済できるような額ではなかった。
大橋 史子（おおはし あやこ）
照夫の妻。

#### グランドールカフェ
三井 晴彦（みつい はるひこ）
44歳、中央区新富3丁目に位置し、関西にも出店するようになったコーヒーチェーン「グランドールカフェ」1号店の経営者。32歳で脱サラ後、職業安定所の訓練を経てシステムエンジニアに就職、5年前に現在の仕事を始めた。500万円近い脱税をしながらも課税部門の調査員の調査でも尻尾を掴ませていない。その上青山の賃料30万円のマンションに住み、ポルシェを乗り回す。
三井 雪子（みつい ゆきこ）
晴彦の妻。旧姓・元村。晴彦が27歳の時に清掃サービス会社に勤めていた頃に結婚、現在は「グランドールカフェ」1号店の経理を担当している。
三井 信彦（みつい のぶひこ）
晴彦の弟。「グランドールカフェ」1号店にフルタイムで勤務する。
新垣 亜実（あらがき あみ）
晴彦の愛人。六本木のクラブ「ミスティ」のホステスで、年齢は十代の女子大生程。

#### その他
下島 絵津子（しもじま えつこ）
世田谷区尾山台在住のマダムセレブ。10％に税率を引き上げるなどの国の実情への不満を並べ立て、単独での徴収デビューとして差し押さえを敢行したぐー子にたくあんを投げつけ応戦したが、救援に来た鏡に私財はおろか娘のように可愛がる愛犬のリリコ（ユンバンチェン）までも人質の如く差し押さえられた。
藤見 昭典（ふじみ あきのり）
入船一丁目にある「フジ自転車」店主。倒産して名義を変えて商売を行う行為を30年以上も繰り返し、1千万円以上の税金を滞納している。その事についての罪の意識は皆無。
しかし、鏡の説得により、滞納に対して罪悪感を持つようになった。

## 書誌情報
1. トッカン―特別国税徴収官―（2010年6月24日、早川書房、ISBN 978-4-15-209137-6 / 2012年5月24日、ハヤカワ文庫JA、ISBN 978-4-15-031068-4）
2. トッカンvs勤労商工会（2011年5月20日、早川書房、ISBN 978-4-15-209213-7 / 2013年2月20日、ハヤカワ文庫JA、ISBN 978-4-15-031097-4）
3. トッカン the 3rd おばけなんてないさ（2012年6月22日、早川書房、ISBN 978-4-15-209305-9 / 2014年3月7日、ハヤカワ文庫JA、ISBN 978-4-15031149-0）
4. トッカン 徴収ロワイヤル（2018年3月20日、早川書房、ISBN 978-4-15-209754-5 / 2020年9月3日、ハヤカワ文庫JA、ISBN 978-4-15-031447-7）

## 漫画
小説を原作とする姫神ヒロの漫画作品。『月刊YOU』（集英社）にて2011年12月号から2012年11月号まで連載された。
- 高殿円（原作）、姫神ヒロ（漫画）『トッカン 特別国税徴収官』集英社〈マーガレットコミックス〉、全3巻
  1. 2012年6月25日発売[4]、ISBN 978-4-08-846782-5
  2. 2012年8月24日発売[5]、ISBN 978-4-08-846823-5
  3. 2012年12月25日発売[6]、ISBN 978-4-08-846874-7

## テレビドラマ
日本テレビ系の『水曜ドラマ』枠（毎週水曜日22時 - 22時54分）で2012年7月4日から9月19日まで放送された日本のテレビドラマ。
井上真央は日本テレビ系列の連続ドラマでは初主演で、演出は井上が主演していた映画『綱引いちゃった!』で監督を務めた水田伸生が務めた。劇中には国税局の隠語の意味を説明する解説付きイラストが挿入され、北村有起哉がそのナレーションを担当する。
キャッチコピーは「私の仕事は嫌われている。」「お金になんて、殺されないで。」
ドラマ版では舞台は「宝町税務署」へと変更されているものの、登場人物の基本設定は概ね原作に準じているが、統括官の立場が第一徴収部門と第二徴収部門で配置され、金子と池戸則夫がその立場に就いて互いをライバル視するという設定となっている。金子の性格も小言が多く鏡を意識する管理職キャラとなり、ロールケーキ連盟絡みの設定は「全国スイーツ協会理事」という形で清里に引き継がれている。他にもぐー子が正確に滞納金を計算出来る技能を持っている、南部の所属が「国税局査察部（ロッカイ）」の「情報部門（ナサケ）」となり、釜池がぐー子に気がある素振りがあるといった差異もある。またゲストとして登場する滞納者も原作に登場する人物と比べて苗字、会社名、製造している商品名などが変更されている。
「第74回ザテレビジョンドラマアカデミー賞」において、北村が助演男優賞を受賞。他にも作品賞・主演女優賞は2位、ドラマソング賞は3位を記録している。

### キャスト

#### 宝町税務署
- 鈴宮 深樹〈25〉（宝町税務署特別国税徴収官付き徴収官） - 井上真央
- 鏡 雅愛〈38〉（宝町税務署特別国税徴収官） - 北村有起哉
- 鍋島 木綿子〈36〉（宝町税務署上席徴収官） - 鈴木砂羽
- 金子 長十郎〈45〉（宝町税務署徴収第1部門統括徴収官） - 池田鉄洋
- 釜地 亨〈28〉（宝町税務署徴収第1部門徴収官） - 笠原秀幸
- 池戸 則夫〈52〉（宝町税務署徴収第2部門統括徴収官） - おかやまはじめ
- 錨　喜理子〈32〉（宝町税務署徴収第1部門徴収官） - 星野真里（第5 - 8話）
- 清里 肇〈58〉（宝町税務署署長） - 岩松了

#### 鈴宮家
- 鈴宮 益二郎〈65〉（深樹の父親・和菓子屋「すずみや」経営者） - 塩見三省
- 鈴宮 雪子（深樹の母親） - 大沼百合子[9]（第1・4話）

#### その他
- 南部 千紗〈25〉（国税局査察部情報部門査察官） - 木南晴夏
- 相沢 芽夢〈24〉（深樹の友人） - 美波
- 白川 耀子〈42〉（クラブ「澪」経営者） - 若村麻由美（幼少期：原涼子）
- 大場 政男（宝町税務署徴収第1部門徴収官） - 内藤典彦

第5話から錨 喜理子と入れ違いに徴収第2部門へ人事異動。
- 栗本 忠幸〈63〉（衆議院議員） - 中丸新将（第2 - 4話）
- 吹雪 敦（「みんなの法律相談所」代表・弁護士） - 及川光博（第8 - 最終話）
- 作倉 英子〈46〉（「作倉クリーニング店」経営者） - 犬山イヌコ（第1 - 2・5・8話）[10]

#### ゲスト
第1話
- 皆川 功〈46〉 - 池田政典
- 皆川 真利子〈39〉 - 佐藤仁美

真利子・ 功は「家政婦のミタ」からの客演。原作における下島絵津子一家に相当する役回りで登場。
- 大島 照夫〈60〉（「大島プラスチック」社長） - 泉谷しげる
- 大島 史子〈58〉（照夫の妻） - りりィ（第6話）

第2話
- 堂柿 三津男〈65〉（健康食品輸入会社「堂柿ヘルシーフーズ」元経営者） - 西岡德馬
- 福留 郁己〈56〉（人形焼「寅助」経営者） - 山崎大輔（第6話）[10]
- 永友 連〈32〉（ホストクラブ経営者） - 天野浩成（第8話）[10]

第3話
- 三井 晴彦〈41〉（「マウンテドール・カフェ」経営者） - 城島茂（TOKIO）
- 三井 由希子（晴彦の妻） - 奥田恵梨華
- 三井 信彦（晴彦の弟） - 矢島弘一
- 新垣 亜美〈23〉（ネイリスト） - 大島なぎさ
- 新片 澄江（クラブ「七瀬」元経営者） - 池田道枝（第4話）

第4話
- 眼鏡屋店主 - 村上ショージ
- 堺 美智子[9]（深樹の叔母） - 山田スミ子
- 八木 澪（耀子の幼馴染・進行性ガリンスキー症候群患者） - 近藤杏海[9]（第2話）（現在：高仁和絵）

第5話
- 桑原 演美（「私立恵心女学園」音楽教師・鍋島の高校時代からの友人） - 小島聖
- 中西 武彦（イベント関連会社「ベストフロントコーポレーション」社長兼ダイニングレストラン「NB CLUB」オーナー） - 鈴木一真

第6話
- 幾嶋 ツトム（インターネット広告業「株式会社ホツミ」実質上の社長） - 堀部圭亮
- 帯刀 周吾（東京地裁民事第20部主任書記官） - 嶋田久作
- 時雨沢 瑠璃（東京地裁民事第20部裁判官） - 手塚理美（特別出演）

第7話
- 豊成 陽一（ガールズバー「FAIRY POINT」オーナー） - 関戸将志
- 豊成 奈緒美（陽一の妻） - 松田沙紀
- 尾崎 正志（「FAIRY POINT」マネージャー） - 松尾諭
- 田中 萌（「FAIRY POINT」店員） - 内藤理沙
- 緒方 美咲（「FAIRY POINT」店員） - 伊勢みはと
- 錨 光敏（錨の夫） - 宮崎吐夢
- 宇佐美 正成[11]（税理士） - 児玉貴志

第8話
- 新堀 百合子（常田家長女・照正の妻） - 濱田マリ
- 常田 桃花（常田家次女・オーガニックワイン「トキタ」経営者） - 高橋かおり
- 常田 久美子（常田家の養女・調理師） - 入山法子
- 常田 香代子（常田三姉妹の母親） - 高林由紀子
- 新堀 照正（「新堀木材店」経営者） - 金山一彦

第9話 - 最終話
- 唐川 成吉（大衆食堂「唐川」経営者） - 野間口徹（第8話）
- 唐川 詠子（成吉の妻） - 堀内敬子
- バーのバーテン - スマイリーキクチ

### スタッフ
- 原作 - 高殿円「トッカン 特別国税徴収官」（早川書房）
- 脚本 - いずみ吉紘
- プロット協力 / 脚本協力  - 武井彩
- 音楽 - 佐藤史朗
- サウンドデザイン - 塚田益章
- 主題歌 - Mr.Children 「hypnosis」（トイズファクトリー）
- 演出 - 水田伸生、長沼誠、相沢淳
- 演出補 - 戸﨑隆司
- 監督補 - 相沢淳
- VFXスーパーバイザー - オダイッセイ
- CGディレクター - 影山達也、金元省吾
- 音響効果 - 大森力也
- 特殊効果 - 杉谷政次
- 絵画協力 - 片岡眞幸
- イラスト協力 - 長崎訓子
- 税務監修 - 伊東稔
- 方言指導 - 香月あや、大賀太郎
- 看護指導 - 佐々木理恵
- 医療指導 - 近藤ももこ
- バイオリン指導 - 橋森ゆう希（第5話）
- 劇用車 - LAカンパニー
- スタント - FCプラン
- カースタント - ウェルムーブ
- アクションコーディネーター - 佐々木修平
- 劇中演奏 - wacci（第3話）
- 企画協力 - 久保田充
- チーフプロデューサー - 大平太
- プロデューサー - 福井宏、下山潤
- AP - 中尾幸代
- 制作協力 - 日活
- 製作著作 - 日本テレビ

### 放送日程
| Collection 01                                              | 2012年7月04日 | わたしの仕事は嫌われている… 気弱な徴収官ぐ〜子が毒舌上司ハスキーに振り回され税金滞納者たちと対決 | 水田伸生 | 12.9% |
| Collection 02                                              | 2012年7月11日 | 思い出の差し押さえはやめて！ 隠し財産は私が暴きます！                                            | 長沼誠   | 10.8% |
| Collection 03                                              | 2012年7月18日 | やらせてください潜入調査！ 私のこと腰掛けなんて言わせません                                      | 水田伸生 | 11.2% |
| Collection 04                                              | 2012年7月25日 | 友達に裏切られ… 愛人と消えた3億円の行方…真実を暴きオトシマエつけてみせます！                     | 水田伸生 | 10.9% |
| Collection 05                                              | 2012年8月15日 | 親友が結婚詐欺に？ 美人教師を差押え、貢いだ金を取り戻せ                                          | 長沼誠   | 09.5% |
| Collection 06                                              | 2012年8月22日 | 徴収官VS裁判官… 悪事を法が守るなんて許さない！ 私が食い止めます！                                | 相沢淳   | 09.6% |
| Collection 07                                              | 2012年8月29日 | 悪徳ガールズバー楽して稼げる裏バイト売上偽装の巧妙手口を暴け！                                   | 水田伸生 | 10.2% |
| Collection 08                                              | 2012年9月05日 | 美人姉妹相続争い！ 姉の税金を妹に払わせる法律があるなんて…                                       | 長沼誠   | 09.0% |
| Collection 09                                              | 2012年9月12日 | 恋心抱いたイケメン弁護士が最強の敵になるなんて！                                                 | 相沢淳   | 09.6% |
| Last Collection                                            | 2012年9月19日 | コンビは解散？ 辞めないで！ 毒舌上司は私が守る                                                   | 水田伸生 | 10.6% |
| 平均視聴率 10.5%（視聴率は関東地区・ビデオリサーチ社調べ） |               |                                                                                                  |          |       |

- 8月1・8日はロンドンオリンピック中継により休止。